# 航行援助施設利用料
航行援助施設利用料（こうこうえんじょしせつりようりょう）は、日本国内の空港に着陸する航空機又は日本国の管轄する飛行情報区（FIR）を通過する航空機の使用者が支払う料金である。

## 概要
航空路用の航空保安施設（無線施設、通信施設、管制施設など）の整備及び運営に、必要な費用を賄うことを目的として、1971年（昭和46年）に設立された。
徴収された料金は、社会資本整備事業特別会計の空港整備勘定（旧・空港整備特別会計）の歳入となる。

## 料金体系
料金の計算方法は以下のとおりである。
- 最大離陸重量１５トン以上の航空機の料金（着陸１回あたり）
  - 国内で離着陸する航空機（航空運送事業の許可を受けた者が使用する航空機、国際航空に従事する航空機）

| 飛行距離(Km) | １トン当たりの料金(円) |
| ------------ | ---------------------- |
| 400以下      | 950                    |
| 401－800     | 1,180                  |
| 800超        | 1,670                  |
- 外国から日本の空港に到着した航空機

| 重量（トン） | 料金(円) |
| ------------ | -------- |
| 100未満      | 180,000  |
| 100以上      | 207,700  |
- 同一空港において離着陸する航空機（航空運送事業の許可を受けた者が使用する航空機、国際航空に従事する航空機）

１トン当たり780円。
- 上記Ⅰ以外の航空機（着陸１回あたり）：120円

- 我が国の管轄するFIRを通過する航空機（最大離陸重量１５トン以上の航空機に限る）
  - 陸上空域及びその周辺区域（QNH適用区域内）を通過する航空機

通過１回あたり　89,000円
  - 洋上空域のみを通過する航空機

通過１回あたり　16,000円

- この他、沖縄・離島路線に対する軽減措置等が行われることがある。

## 沿革
- 1971年8月 航行援助施設利用料の徴収を開始
- 1973年4月 国際線料金を約20％値上げ
- 1975年4月 国際線料金を約10％値上げ
- 1977年4月 国際線料金を50％値上げ、国内線料金を100％値上げ
- 1978年4月 国際線料金を約10％値上げ
- 1978年9月 国際線料金を約20％値上げ、国内線料金を約50％値上げ
- 2000年1月 上空通過料の徴収を開始し、国内線及び国際線を料金を4％値下げ